# Веснівка (село)
Весні́вка — село в Україні, у Купчинецькій сільській громаді Тернопільського району Тернопільської області. Населення — 93 особи (2001).

## Географія
Село Веснівка розташоване за 33 км від обласного центру та за 7 км від адміністративного центру сільської громади, на березі річки Студенка. 

## Історія
Село засноване у 1914 році, як присілок села Денисів. До села був приєднаний хутір Кочмарівка. 
21-25 вересня 1943 року у Веснівці відбувся Великий збір (3-й надзвичайний ОУН), у якому брали участь Ростислав Волошин, Роман Шухевич, Микола Лебідь та інші члени ОУН.
У 2018 році село увійшло до складу Купчинецької сільської громади.
12 червня 2020 року, відповідно до розпорядження Кабінету Міністрів України № 724-р «Про визначення адміністративних центрів та затвердження територій територіальних громад Тернопільської області» увійшло до складу Купчинецької сільської громади.
19 липня 2020 року, в результаті адміністративно-територіальної реформи та ліквідації Козівського району, село увійшло до складу Тернопільського району.

## Населення
Місцева говірка належить до наддністрянського говору південно-західного наріччя української мови.

## Пам'ятки
- Церква Вознесіння Христового.
- Біля Веснівки виявлено поховання доби ранньої бронзи та пам'ятки часів Київської Русі.

## Особистості
Уродженці села:
- поети та літератори Богдан Мазепа, Є. Півсетюк, О. Щебивлок-Небожук, Тетяна Федорів.

## Галерея

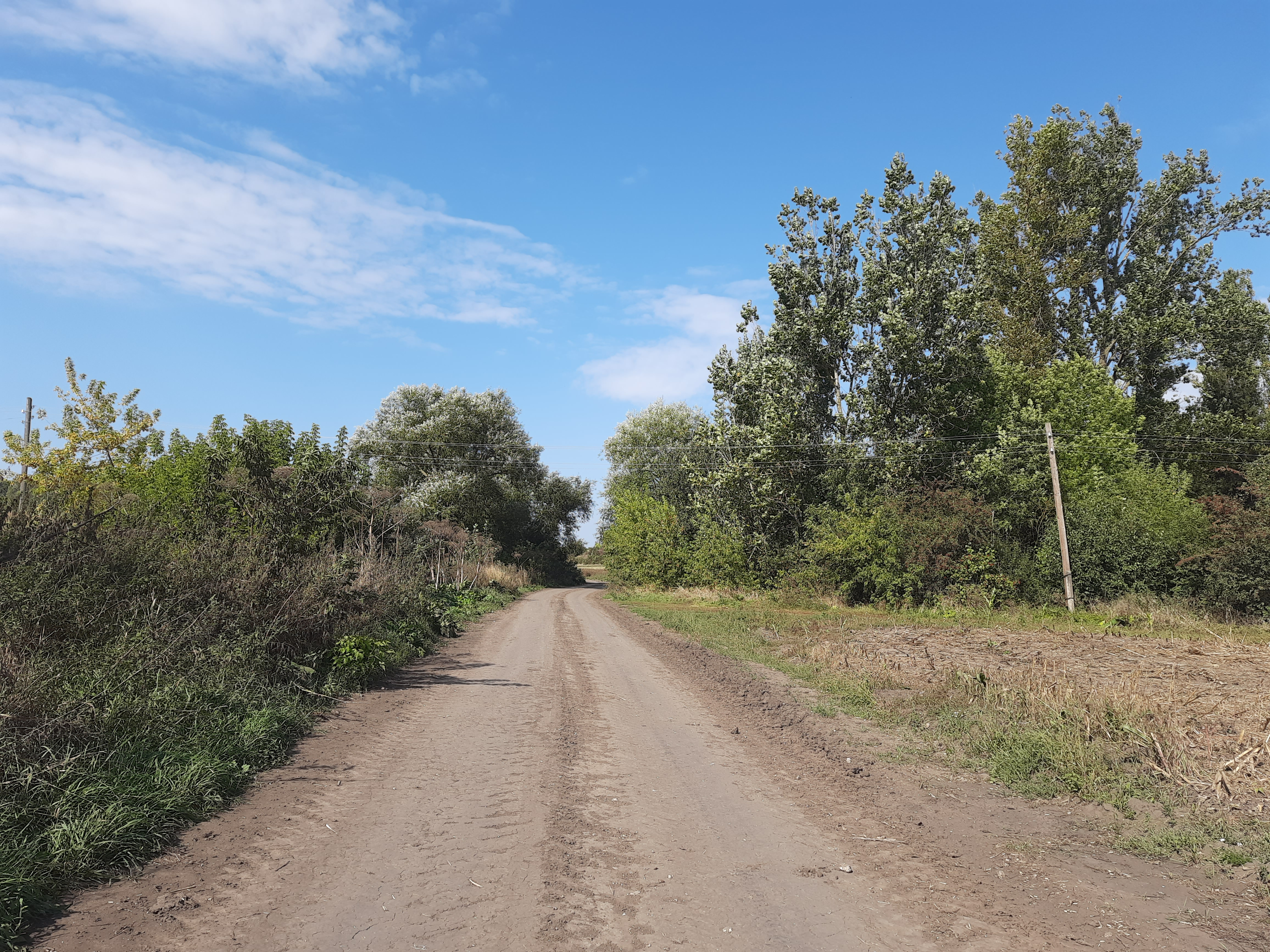
Дорога на село
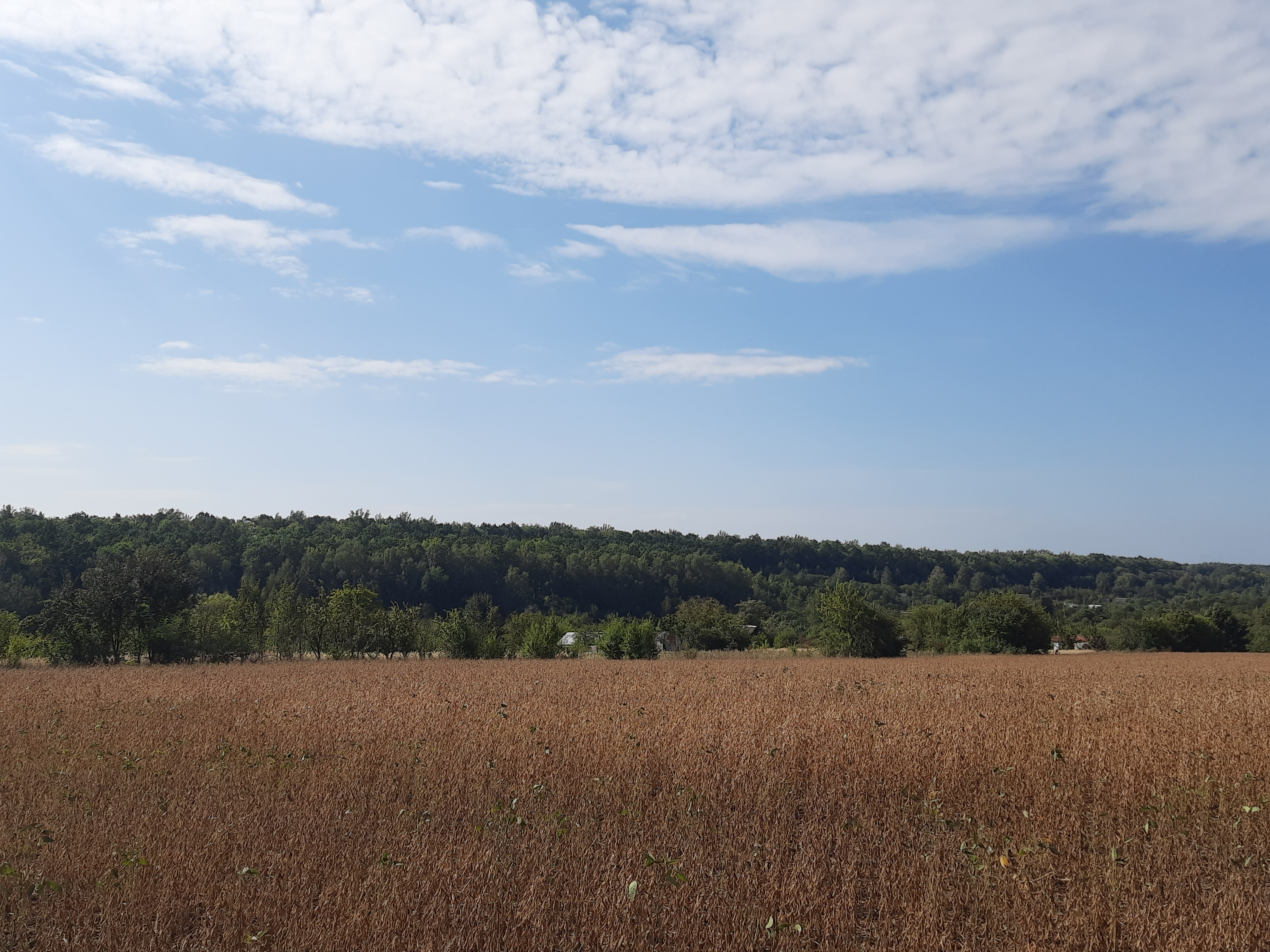
Вигляд на село з пагорба
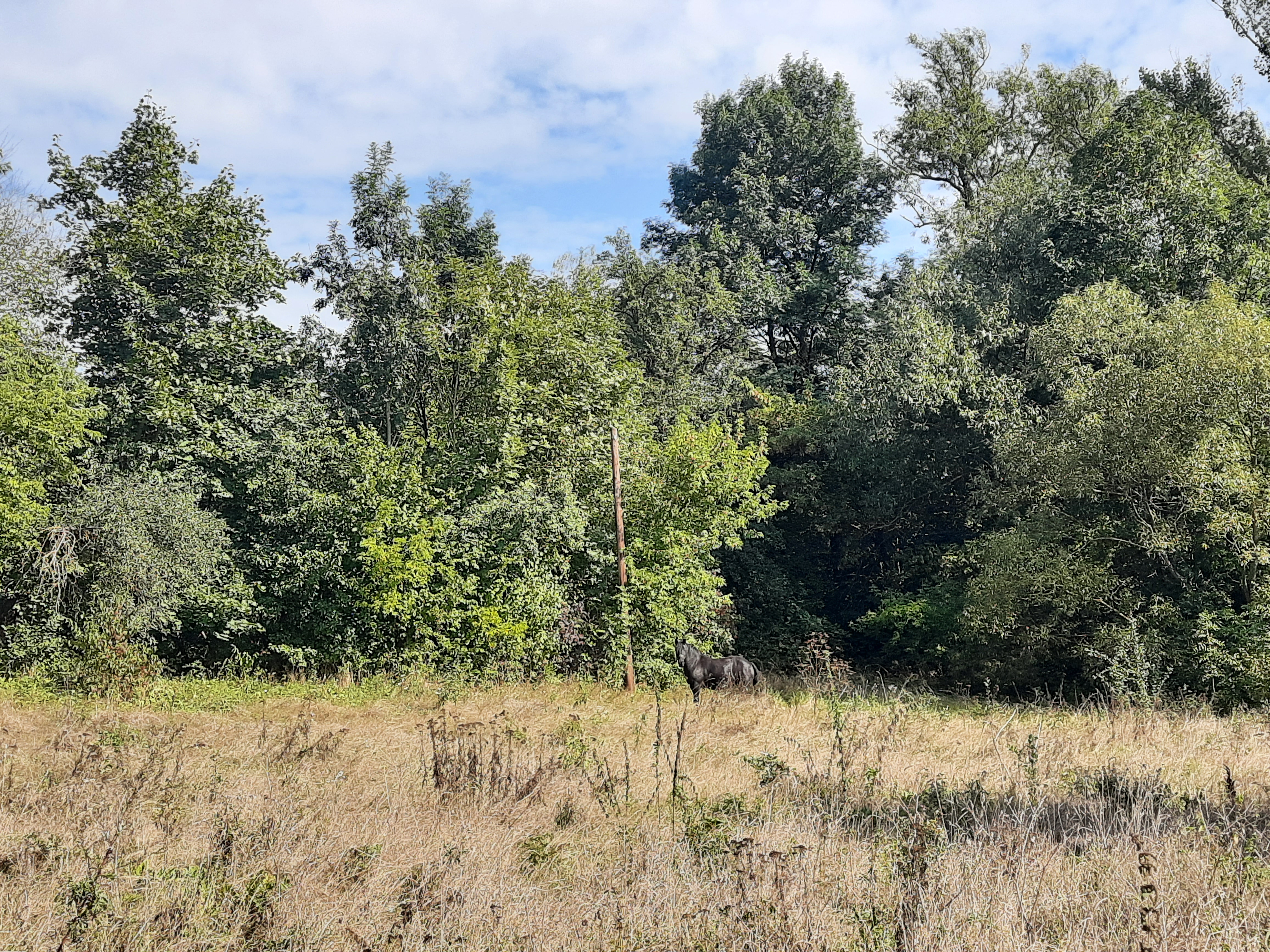
Сільський пейзаж